# Hawa Sisay-Sabally
Hawa Sisay-Sabally là luật sư người Gambia người từng là Tổng chưởng lý từ 1996-1998 và từ đó đã lên tiếng chống tham nhũng ở Gambia và đại diện cho các chính trị gia đối lập trong các vụ án hình sự liên quan đến việc họ tham gia biểu tình ủng hộ dân chủ.

## Thơ ấu và giáo dục
Cha của Sisay-Sabally là cựu Bộ trưởng Bộ Thương mại và Tài chính Biram Sisay.

## Sự nghiệp
Sisay-Sabally được bổ nhiệm làm Bộ trưởng Bộ Tư pháp và Tổng chưởng lý dưới Tổng thống Yahya Jammeh vào tháng 4 năm 1996. Bà được thay thế bởi Fatou Bensouda vào ngày 31 tháng 7 năm 1998.
Sau khi chính phủ phê chuẩn Đạo luật Bồi thường gây tranh cãi vào năm 2001, cho phép Tổng thống bảo vệ người dân khỏi bị truy tố, Sisay-Sabally đã lên tiếng chống lại nó như là "tương đương với đảo chính chống lại Hiến pháp 1997". Đạo luật đã được thông qua để ngăn chặn việc truy tố các nhân viên an ninh vì trách nhiệm của họ trong cái chết của 14 sinh viên vào tháng 4 năm 2000. Sisay-Sabally đại diện cho chồng mình trong một vụ kiện đã đến Tòa án tối cao Gambia, phán quyết rằng hành động đó đã được thông qua và áp dụng hồi tố để ngăn chặn vụ kiện của ông ta và khiến ông thiệt hại.
Sisay-Sabally là thành viên của Hiệp hội Luật sư Nữ Gambia, được thành lập năm 2007 để vận động cho bình đẳng giới tại Gambia thông qua cải cách lập pháp. Bà cũng là thành viên của Minh bạch quốc tế và của Mạng lưới luật sư bào chữa cho các nhà báo ở Tây Phi và đã lên tiếng chống lại tham nhũng ở Gambia. Bà là thư ký cho Hội đồng quản trị của Ngân hàng Hồi giáo Ả Rập Gambian.
Năm 2010, Sisay-Sabally đại diện cho Yussef Ezzeden, một trong những người bị buộc tội trong một phiên tòa phản quốc liên quan đến cựu Bộ trưởng Quốc phòng Lang Tombong Tamba. Năm 2016, bà là một trong những luật sư đại diện cho Đảng Dân chủ Thống nhất chính trị gia đối lập Ousainou Darboe và những người khác đã bị bỏ tù vì dàn dựng các cuộc biểu tình ủng hộ dân chủ trước cuộc bầu cử tổng thống Gambian 2016.

## Cuộc sống cá nhân
Sisay-Sabally kết hôn với Ousman Sabally, một giáo viên của trường, người mà cô đại diện vào năm 2001 sau khi ông ta bị tấn công bởi các nhân viên an ninh nhà nước.

## Ấn phẩm
- Sisay Sabally, Hawa (1998). "Inheritance in the Gambia". Trong Akua Kuenyehia (biên tập). Women and Law in West Africa: Situational Analysis of Some Key Issues Affecting Women. Legon.
- Sisay Sabally, Hawa (2004). National Integrity Systems: Transparency International Questionnaire The Gambia 2004 (PDF) (Báo cáo). Transparency International. Bản gốc (PDF) lưu trữ ngày 29 tháng 4 năm 2016. Truy cập ngày 13 tháng 1 năm 2019.